# Auxelles-Bas
Auxelles-Bas je vesnická obec ležící v departementu Belfort, kantonu Giromagny. Rozkládá se na jižním úpatí Vogéz.

## Dějiny
První písemná zmínka o vesnici jménem Axella pochází z roku 1130, ale je pravděpodobné, že toto území bylo osídlené už od římských dob, leží totiž na cestě Langres - Štrasburk která obchází Vogézy od jihu. Pevnost Auxelles získal Thierry de Montbéliard ve 12. století od Nicolase d'Auxelles. Od roku 1520 až do francouzské revoluce byla v držení hrabat z Ferrette. V roce 1569 byla obec Auxelles rozdělena na dvě části, výše položenou Auxelles-Haut a Auxelles-Bas. Hrad postavený ve 13. století byl v roce 1635 během třicetileté války vypálen, a v průběhu 18. století byl rozebrán a kameny použity obyvateli vesnic na stavbu domů.
Jižní podhůří Vogéz obsahovalo rudné žíly, které se začaly využívat od konce 14. století. Těžily se hlavně stříbro - olověné rudy (galenit), a v okolních lesích se získávalo dřevo na bednění ve štolách, a také na tavbu rud. Několik významných štol bylo i na území obce. Tato činnost přispěla k rozkvětu oblasti až do 16. století, potom nastal úpadek hospodářství. Oživení průmyslu nastalo až po revoluci počátkem 19. století s rozvojem tkalcovství. V roce 1882 bylo v obci 130 ručních tkalcovských stavů a tři větrné mlýny. V roce 1870 byl postaven kostel svaté Kateřiny, v roce 1881 žilo v Auxelles-Bas 720 obyvatel.

## Demografie
Počet obyvatel